# Cráter Iturralde

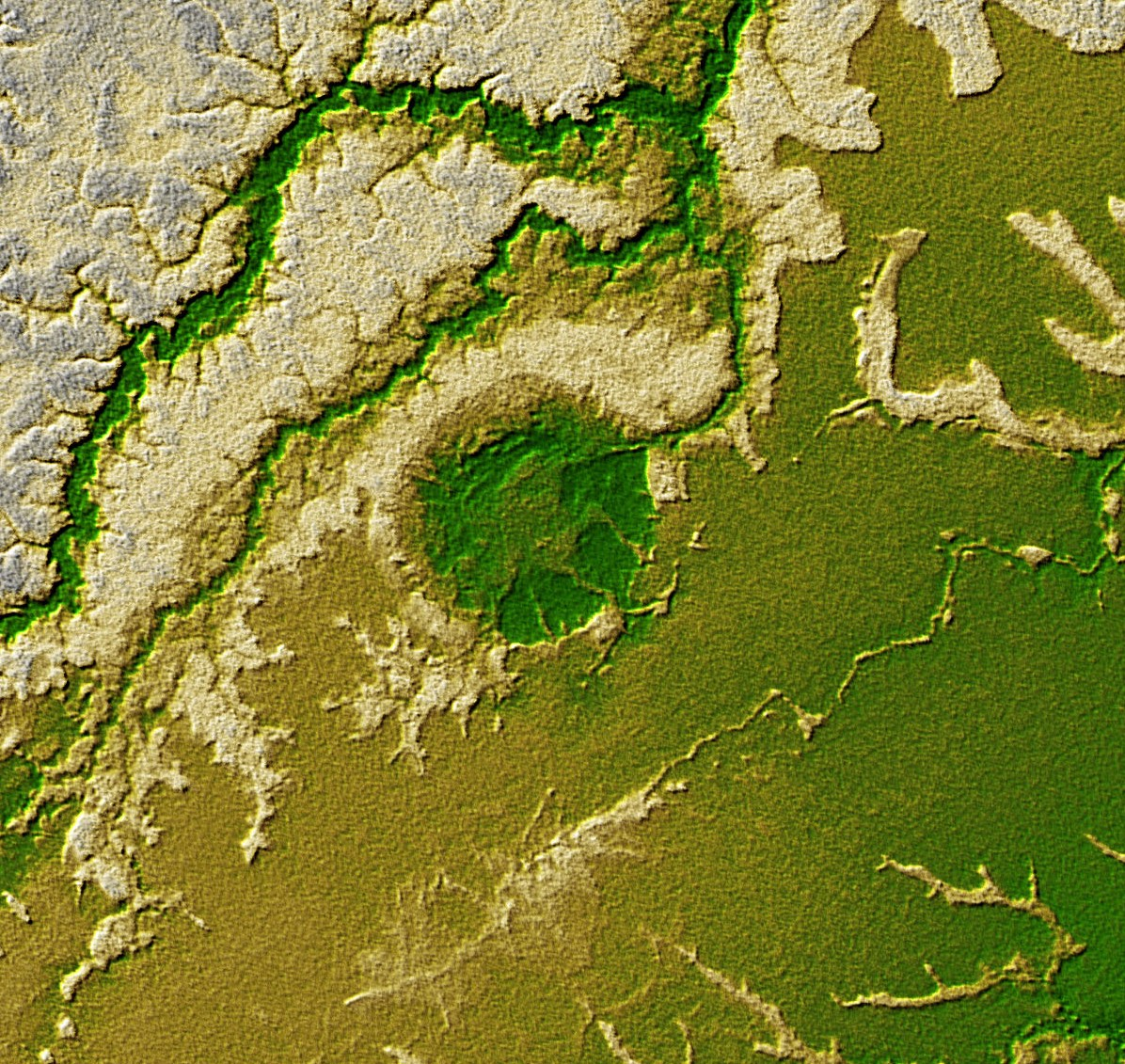
Imagen topográfica hecha por la Misión topográfica Radar Shuttle del Cráter Iturralde.

El cráter de Iturralde, también llamado cráter de Araona (12°35.2′S 67°40.5′O / -12.5867, -67.6750), está situado en la Amazonía boliviana, al norte del departamento de La Paz. Tiene como principal característica un diámetro de 8 kilómetros. Fue identificado basándose en imágenes enviadas por el Landsat en 1985. Es tan circular que los científicos creen que pudo ser producido por el impacto de un meteorito.
Se encuentra en un área de acumulación de sedimentos junto a muchos ríos, la cual debe ser de características geológicas jóvenes con unas estimaciones de edad que se extiende entre 11 000 y 30 000 años.
El sitio está muy alejado, pero ha sido visitado dos veces por los investigadores científicos, lo más recientemente posible por un equipo del centro de vuelo espacial Goddard de la NASA en septiembre de 2002. En ambos casos, las expediciones no pudieron encontrar la evidencia concluyente para el origen del cráter.